# Phrynosomatidae
Phrynosomatidae је разноврсна фамилија гуштера, понекад класификована као потфамилија игуана (Phrynosomatinae), која насељава области Северне Америке од Панаме до крајњег југа Канаде. Многи припадници фамилије прилагођени су животу у врелим пешчаним пустињама, иако неки преферирају камене пустиње или чак релативно влажне ободе шума, а једна врста (Phrynosoma hernandesi) живи у преријама. У ову групу спадају и врсте које легу јаја и живородне врсте. Фамилија обухвата 9 родова. 

## Класификација
- Callisaurus Blainville, 1835
- Cophosaurus Troschel, 1852
- Holbrookia Girard, 1851
- Petrosaurus Boulenger, 1885
- Phrynosoma Wiegmann, 1828
- Sceloporus Wiegmann, 1828
- Uma Baird, 1859
- Urosaurus Hallowell, 1854
- Uta Baird & Girard, 1852